# Trapa natans
Trapa natans là một loài thực vật có hoa trong họ Lythraceae. Loài này được L. miêu tả khoa học đầu tiên năm 1753.

## Hình ảnh

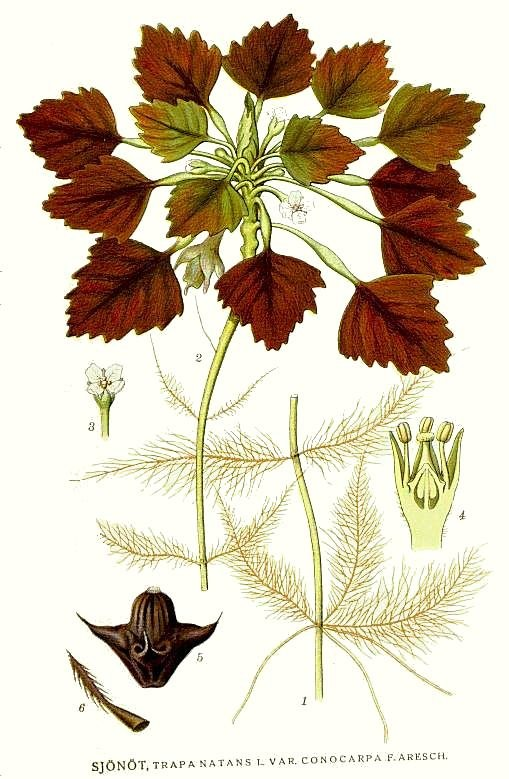
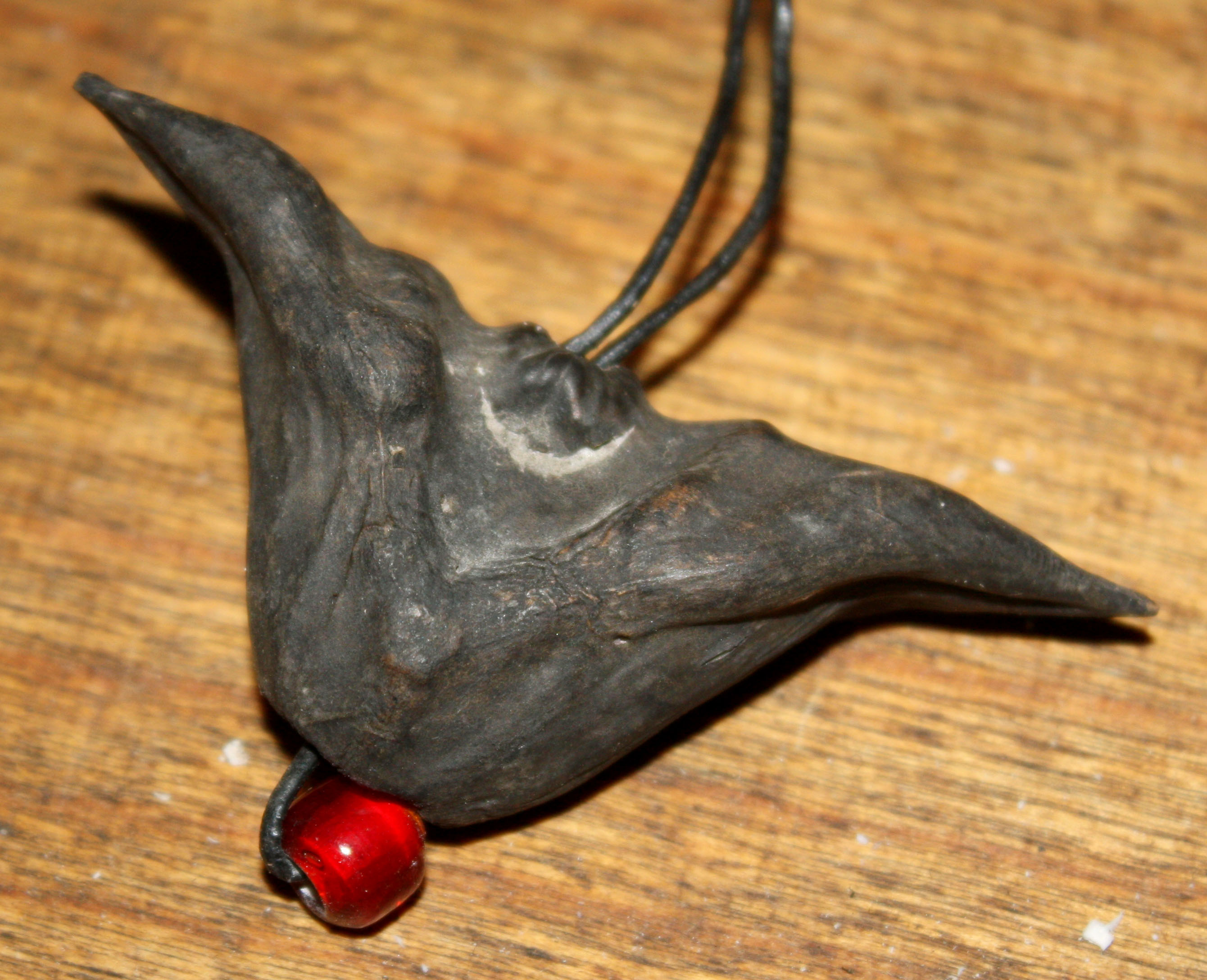
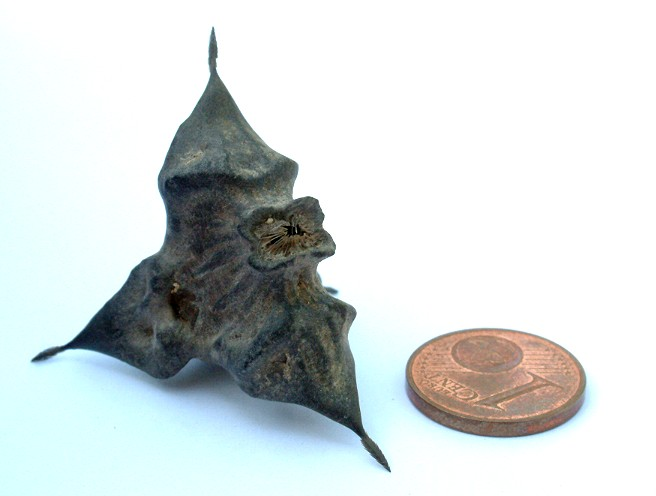

- Tập tin:DBP 1981 1108 Wohlfahrt Wassernuss.jpg